# Кингстон (Пенсилванија)
Кингстон (енгл. Kingston) град је у америчкој савезној држави Пенсилванија.

## Демографија
По попису из 2010. године број становника је 13.182, што је 673 (-4,9%) становника мање него 2000. године.
| Група             | 2000.          | 2010.          |
| Белци             | 13.351 (96,4%) | 11.856 (89,9%) |
| Афроамериканци    | 106 (0,8%)     | 424 (3,2%)     |
| Азијати           | 212 (1,5%)     | 311 (2,4%)     |
| Хиспаноамериканци | 111 (0,8%)     | 422 (3,2%)     |
| Укупно            | 13.855         | 13.182         |